# جنگ تونل
جنگ تونل (انگلیسی: Tunnel warfare) ترکیبی از شیوه‌های مرتبط با مهندسی نظامی و جنگ زمینی است و شامل حفر تونل، مین گذاری و مین روبی، و در کل هر نوع عملیات نظامی است که در تونل یا حفره‌های زیر زمینی انجام می‌شوند. محل اجرای عملیات می‌تواند سازه‌های طبیعی مانند غار و حفره‌های از قبل موجود باشد. با این حال جنگ تونل غالباً همراه با ساخت تأسیسات زیرزمینی یا گسترش ظرفیت‌های زیرزمینی محلی است. اهداف عملیات در شیوه‌های این نوع جنگ، می‌توانند، ایجاد استحکامات دفاعی یا تأسیسات نقل و انتقال برای نیروهای خودی یا تخریب یا تضعیف استحکامات دشمن یا نفوذ به مواضع دشمن باشند.
از دوران قدیم، از معدنچیان و تأسیسات معدن و فناوریهای مربوط به آن در زمینه‌های نظامی بهره‌برداری شده‌است. نظامیان برای دفاع از مواضع شهر خودی، از کارگران معدن برای حفر خندق یا مین گذاری یا ایجاد سنگر و پناهگاه استفاده برده یا به منظور تسخیر شهرهای دشمن به معدنچیان برای خنثی سازی مین و تخریب استحکامات دشمن متوسل شده‌اند. با این حال شاید بتوان جنگ جهانی اول را فصل جدیدی در جنگ تونل به عنوان یک دانش نظامی به حساب آورد؛ یعنی زمانی که ارتش‌های مدرن جهان شروع به آموزش منظم خدمه متخصص جنگ تونل کرده و واحدهای خاصی را به این منظور اختصاص دادند. اگر چه جنگ تونل ضرورتاً محدود به جنگ‌های کلاسیک نمی‌شود. برای مثال از آنجایی که وجود تونل در مناطق مسکونی رایج است، دامنه جنگ‌های شهری نیز معمولاً به داخل تونل‌ها گسترش یافته و جنگ تونل عملاً یکی از ابعاد جنگ شهری نیز محسوب می‌شود. در دوران معاصر یک نمونه بارز این تداخل در جنگ داخلی سوریه در حلب مشاهده شد. در این جنگ در ماه مارس ۲۰۱۵م، شورشیان مقدار زیادی مواد منفجره را را در زیر مقر اداره اطلاعات نیروی هوایی سوریه کار گذاشتند.